# Mia Hamm
Mariel Margaret Hamm-Garciaparra (rođena 17. ožujka 1972.) američka je umirovljena profesionalna nogometašica, dvostruka osvajačica zlatnih olimpijskih medalja i dvostruka prvakinja svjetskog prvenstva. Hvaljena kao ikona nogometa, igrala je kao napadačica za žensku nogometnu reprezentaciju SAD-a od 1987. do 2004. Hamm je bila zaštitno lice Ženske udružene nogometne asocijacije (WUSA), prve profesionalne ženske nogometne lige u Sjedinjenim Državama, gdje je igrala za Washington Freedom od 2001. do 2003. godine. Igrala je fakultetski nogomet za North Carolina Tar Heels i pomogla je ekipi četiri uzastopne godine osvojiti NCAA Division I žensko nogometno prvenstvo.
Tijekom svog mandata s nacionalnom ekipom Hamm se natjecala na četiri FIFA-ina turnira: nastup 1991. u Kini, 1995. u Švedskoj, 1999. i 2003. u Sjedinjenim Državama. Predvodila je ekipu na tri olimpijske igre, uključujući: 1996. u Atlanti (prvi put igrao se ženski nogomet), 2000. u Sydneyu i 2004. u Ateni. Završila je međunarodnu karijeru odigravši 42 utakmice i postigavši 14 golova na ovih sedam međunarodnih turnira. 
Hamm je do 2013. godine držala rekord u postignutim međunarodnim golovima – i za žene i za muškarca
e – i danas je na trećem mjestu iza bivše suigračice Abby Wambach i kanadske napadačice Christine Sinclair od 2017. Trenutačno je na trećem mjestu u povijesti američke reprezentacije za međunarodne kape (276) i prvo za asistencije u karijeri (144). Dvaput proglašena FIFA-inom svjetskom igračicom godine 2001. i 2002. godine, Hamm i njezina suigračica Michelle Akers Pelé su pozvali kao dva od 125 najvećih FIFA-inih živućih igrača kad ih je uključio u FIFA 100 na proslavu stote godišnjice organizacije. Hamm je pet godina zaredom proglašena američkom sportašicom godine u nogometu i osvojila je tri ESPY nagrade, uključujući nogometašicu godine i sportašicu godine. Zaklada za sport žena proglasila ju je sportašicom godine 1997. i 1999. godine. Primljena je u Nacionalnu nogometnu kuću slavnih, Alabaminu sportsku kuću slavnih, Teksašku sportsku kuću slavnih, Sjevernu Karolinu, nogometnu kuću slavnih, i bila je prva žena primljena uSvjetsku nogometnu kuću slavnih.
Suvlasnica Los Angeles FC-a, Hamm je također globalna ambasadorica FC Barcelone i članica upravnog odbora Serie A kluba AS Roma. Autorica knjige Go for the Goal: Champion's Guide za pobjedu u nogometu i životu, Hamm je prikazana u nekoliko filmova i televizijskih emisija, uključujući HBO-ov dokumentarac Dare to Dream: Priča američkog ženskog nogometnog tima.